# 莱昂纳德·彼得松
莱昂纳德·彼得松（瑞典語：Leonard Peterson，1885年10月30日—1956年4月15日），生于斯德哥尔摩，瑞典前男子竞技体操运动员。他曾获得1908年夏季奥运会体操比赛男子团体全能金牌。他于1956年在斯德哥尔摩去世，享年70岁。